# Liste der Monuments historiques in Carpentras
Die Liste der Monuments historiques in Carpentras führt die Monuments historiques in der französischen Stadt Carpentras auf.

## Liste der Bauwerke
| Bezeichnung | Beschreibung | Standort                             | Kennzeichnung | Schutzstatus | Datum | Bild           |
| --- | --- | ------------------------------------ | ------------- | ------------ | ----- | -------------- |
| Aquädukt | | route de Bédoin (Lage)               | PA00081995    | Classé       | 1947  | weitere Bilder |
| Belfried | | 6, place de l’Horloge (Lage)         | PA00081997    | Classé       | 1987  | weitere Bilder |
| Bischofspalast (Justizpalast)                                                                                         | Der Bischofspalast wurde von 1646 bis 1652 nach den Plänen von François de la Valfenière erbaut und zu Beginn des 19. Jahrhunderts zum Justizpalast umfunktioniert. Bemerkenswert ist die Qualität der Dekorationen, die noch heute die Strafkammer, den Schwurgerichtssaal und das ehemalige Prunkzimmer des Bischofs schmücken. | place du Général de Gaulle (Lage)    | PA00082011    | Classé       | 1862  | weitere Bilder |
| Campagne de Bacchus Innenausstattung                                                                                  | Weingut | Serres, chemin de Bacchus (Lage)     | PA84000035    | Inscrit      | 2003  | weitere Bilder |
| Chapelle des Pénitents noirs Sakristei, Innenausstattung                                                              | | place des Pénitents-Noirs (Lage)     | PA84000010    | Inscrit      | 1997  | weitere Bilder |
| Dominikanerkloster Kirche, Chor                                                                                       | | rue du Vieil Hôpital (Lage)          | PA00082002    | Inscrit      | 1932  | weitere Bilder |
| Fontaine de la Bouquerie                                                                                              | | boulevard du Nord (Lage)             | PA00082004    | Inscrit      | 1949  |                |
| Gebäude Fassade mit Reklame, Dach                                                                                     | | 65 place du Général-de-Gaulle (Lage) | PA00082008    | Inscrit      | 1989  | weitere Bilder |
| Gebäude Einfassung, Türflügel                                                                                         | | 98 rue de la Porte de Monteux (Lage) | PA00082009    | Inscrit      | 1949  | weitere Bilder |
| Graineterie Roux | | 34 avenue Bel-Air (Lage)             | PA84000045    | Inscrit      | 2005  | weitere Bilder |
| Haus mit Karyatiden Fassade mit Portal und Balkon                                                                     | | 46 rue de Marins (Lage)              | PA00082010    | Inscrit      | 1949  | weitere Bilder |
| Heimsuchungskloster Innenausstattung                                                                                  | | 5 rue des Saintes-Maries (Lage)      | PA00081998    | Classé       | 2004  | weitere Bilder |
| Hôtel Chabrol Schmiedeeisernes Treppengeländer                                                                        | | 24 rue des Saintes Maries (Lage)     | PA00082005    | Inscrit      | 1949  | weitere Bilder |
| Hôtel-Dieu | Im Jahr 1750 beschloss Joseph-Dominique d’Inguimbert, ein Krankenhaus zu bauen, das den Hygienevorschriften seiner Zeit besser entsprach, und beauftragte damit den Architekten d’Allemand. Die Apotheke gilt als eine der schönsten in Frankreich, die Möbel und Dekorationen stammen von Duplessis. Im Nordflügel befindet sich eine bemerkenswerte Treppe, die sich über die gesamte Höhe des Gebäudes erstreckt. Im Erdgeschoss führt die Galerie mit ihrem Flachgewölbe und den mit Spendenurkunden bedeckten Wänden zur Kapelle. Korinthische Kapitelle, hellroter Marmor und ein Marmoraltar mit Baldachin geben ihr einen italienischen Hauch. | avenue Victor Hugo (Lage)            | PA00082006    | Classé       | 1862  | weitere Bilder |
| Hôtel Poupardin Fassaden und Dächer zum Hof, Wendeltreppe, Dekoration des Eingangs, Salons und Zimmers der 2. Etage   | | 18 rue de la Monnaie (Lage)          | PA00082007    | Inscrit      | 1978  | weitere Bilder |
| Hôtel Thomas de la Valette Innenausstattung                                                                           | | 57 rue Moricely (Lage)               | PA00135630    | Classé       | 1995  |                |
| Jesuitenkolleg Kapelle                                                                                                | Die von 1628 bis 1687 erbaute Kapelle des Jesuitenkollegs dient heute als Ausstellungshalle. Die Pläne sollen von Pater Étienne Martelange stammen. | rue du collège (Lage)                | PA00082001    | Classé       | 1926  | weitere Bilder |
| Jüdischer Friedhof | | chemin de l’aqueduc (Lage)           | PA84000047    | Inscrit      | 2007  | weitere Bilder |
| Kapelle St-Martin-de-Serres Fassade                                                                                   | | Serres (Lage)                        | PA00081999    | Inscrit      | 1971  | weitere Bilder |
| Pfarrkirche St-Siffrein                                                                                               | ehemalige Kathedrale | place Saint Siffrein (Lage)          | PA00082003    | Classé       | 1840  | weitere Bilder |
| Porte d’Orange | | (Lage)                               | PA00082012    | Classé       | 1896  | weitere Bilder |
| Römischer Bogen | | place d’Inguimbert (Lage)            | PA00081996    | Classé       | 1840  | weitere Bilder |
| Schloss Martinet | | (Lage)                               | PA00082000    | Inscrit      | 1945  | weitere Bilder |
| Synagoge | | place de la Juiverie (Lage)          | PA00082014    | Classé       | 1924  | weitere Bilder |
| Unterpräfektur Fassaden, Dächer, Treppe, Zimmer mit Alkoven, Musiksalon und kleiner Salon auf 1. Etage mit Dekoration | | 62 rue de la Sous-Préfecture (Lage)  | PA00082013    | Inscrit      | 1987  |                |

## Liste der Objekte
- Objekte im Hôtel-Dieu (62)
- Objekte in St-Siffrein (48)
- Objekte im Justizpalast (11)
- Objekte im Musée Sobirats (8)
- Objekte im Schloss Martinet (7)
- Objekte in der Synagoge (5)
- Objekte in Notre-Dame-de-l’Observance (4)
- Objekte in der Kapelle Notre-Dame-de-Santé (3)
- Objekte im Dominikanerkloster Carpentras (1)